# فوزية مهران
فوزية مهران (1931-2019)، كاتبة مصرية راحلة، اشتهرت بلقب «سيدة البحر»، مارست الكتابة لما يقرب من سبعين عام في مختلف تفرعات الكتابة العربية، أتت من مسقط رأسها من إحدى أرياف الإسكندرية (ولدت بها في 5 ديسمبر 1931) لتدرس الأدب الإنجليزي في جامعة القاهرة، والتي تخرجت فيها عام 1956، حائزة على جائزة الدولة التقديرية في الآداب للعام 2015.

## سيرتها المهنية
فوزية مهران عيسى عوض، أديبة وناقدة مصرية، تنوعت بين الكتابة «القصصية والروائية والمسرحية والنقدية والصحفية والفكرية والترجمة»، بدأت بوادر الشهرة  لقلمها عندما  أنتجت السينما المصرية إحدى قصصها الأولى في فيلم " بيت الطالبات" الذي أخرجه أحمد ضياء الدين عام 1976، وهو من وحي قدومها إلى العاصمة وإقامتها في بيت الطالبات أثناء الدراسة في جامعة القاهرة، وتوالت أعمالها الأدبية الأخرى التي تحولت إلى أفلام ومسلسلات مصورة، هي واحدة من رواد الصحافة النسائية في مصر، وكذلك من جيل الرواد الذين أسهموا في إثراء مسرح الثقافة الجماهيرية في مختلف محافظات مصر، وكانت من الرعيل الأول الذي أسس مجلة (صباح الخير) مع الراحل أحمد بهاء الدين الذي شجعها في بداياتها الكتابية وصلاح جاهين، والتي صدر عددها الأول في يناير عام 1956، في بداية الستينيات انتقلت إلى مجلة الأم «روز اليوسف»، حيث تولت ملف الثقافة، ولها عمود أسبوعيًا بعنوان «عين» بجريدة الأسبوع، منذ صدورها عام 1997 ، كما تنوعت كتاباتها في العديد من الصحف المصرية والعربية.
قامت بترجمة بعض الكتب الأجنبية، ومنها رواية «ابتسامة ما» لـ فرانسواز ساغان، وكتاب عن «المرأة في أدب برنارد شو»، وغيرها، كما قدمت طائفة من الأبحاث والدراسات  في النقد المسرحي والأدبي، ومنها «أوراق لطيفة الزيات الشرسة والجميلة» و«مواقف قرآنية معاصرة»، «وربي اجعل لي آية» و«آية وبشرى» وغيرها، تبنت قضايا المرأة في كتاباتها، بالإضافة أسهمت في القاء الضوء على عدد كبير من الكاتبات والكتاب الجدد، انضمت الراحلة إلى عضوية النقابة العامة لاتحاد كتاب مصر منذ عام 1988، وصارت عضواً بمجلس إدارتها خلال الفترة من 2001 إلى 2003، وكانت عضو بلجنة المشاهدة واختيار الأفلام في دورات عديدة في إطار لجان تحكيم وفعاليات مهرجان القاهرة الدولي للسينما لأكثر من عشرين عاماً، التقت خلال مشوارها الصحفي في حوارات مع كبار المفكر ين والأدباء منهم طه حسين وعباس العقاد.
يذكر أنها هي أول من فجرت في مقال لها مفاده تورط أجهزة بالداخل الأمريكي في تصفية «مارلين مونرو»، وتداولته وكالات الأنباء العالمية، وتم تناوله في نيويورك وواشنطن وباريس ولندن، وبعض الصحف البريطانية والفرنسية والإسبانية.

## نتاجها الأدبي
بعض من مجمل إنتاجها الأدبي
- (1995)، التماثيل تنتحر: الهيئة المصرية العامة للكتاب، مصر [10]
- (1998)، جياد البحر: مؤسسة روز اليوسف، مصر [11]
- (1998)، حاجز الأمواج، مؤسسة روز اليوسف، مصر [12]
- (1998)، آية وبشرى: دار المعارف، مصر [13]
- (1998)، حاجز أمواج: مكتبة الأسرة، مصر [12]
- (1998)، مواقف قرآنية معاصرة: دار المعارف، مصر [14]
- (1999)، أوراق لطيفة الزيات: الهيئة العامة لقصور الثقافة، مصر[15]
- (1999)، بيت الطالبات: مكتبة الأسرة، مصر [16]
- (2003)، فنار الأخوين : مركز الحضارة العربية، مصر[17]
- (2003)، أغنية للبحر: مكتبة الأسرة، مصر [18]
- (2008)، مصريات رائدات ومبدعات: الهيئة المصرية العامة للكتاب، مصر[19]

## جوائزها
- نالت جائزة الدولة التقديرية في الآداب للعام 2015 عن مجمل أعمالها الأدبية [1]
- كُرمت في مؤتمر ملتقى السرد العربي الدائم بالقاهرة في عام 2015، لتميزها في مجال التقديم الأدبي[20]

## وفاتها
شارك العديد من رفاق مسيرة الأديبة الراحلة في مراسم الدفن بقرية سندبيس بمدينة قها بمحافظة القليوبية، التي توفيت يوم السبت في 2 نوفمبر 2019 عن عمر يناهز 88 ، قد عانت على مدار سنوات من تبعات تغيير مفصل تسببت حتى تعرضت أخيرا لأزمة صحية تسببت في دخولها إلى العناية الفائقة بمستشفى بدران بالدقى، حيث قام أطباء مستشفى بدران بمتابعتها على مدار أربعة أيام، خرجت بعدها إلى غرفة عادية بعد تحسن حالتها وبعد خروجها  توفاها الله بمنزلها.